# Tipula integra
Tipula integra är en tvåvingeart som beskrevs av Alexander 1962. Tipula integra ingår i släktet Tipula och familjen storharkrankar. Inga underarter finns listade i Catalogue of Life.